# Батецки
Батецки (рус. Бате́цкий) насељено је место руралног типа на северозападу европског дела Руске Федерације. Налази се у северозападном делу Новгородске области и административно припада Батечком рејону чији је уједно и административни центар. Седиште је и истоимене сеоске општине.
Према проценама националне статистичке службе за 2014. у селу је живело 2.117 становника.

## Географија
Село се налази у северозападном делу Новгородске области, на подручју Прииљмењске низије, на око 65 километара северозападно од административног центра области Великог Новгрода, односно на око 140 километара југоисточно од Санкт Петербурга. Кроз село протиче река Удрајка, десна притока реке Луге и део басена Балтичког мора.

## Историја
Иако је извесно да је недалеко од данашњег насеља још током XVI века постојало мање село, савремено насеље развило се око железничке станице (основане 1892) која је опслуживала пругу на линији Санкт Петербург—Витепск. По оближњем селу новооснована станица је и добила име Батетска. Године 1916. кроз насеље пролази још један крак железнице која је повезивала Велики Новгород са Лугом, чиме је сам значај насеља као саобраћајног чворишта порастао.
Године 1927. Батецки постаје административним седиштем истоименог рејона.

## Демографија
Према подацима са пописа становништва 2010. у селу је живело 2.258 становника, док је према проценама националне статистичке службе за 2014. село је имало 2.117 становника.
| 1939. | 1959. | 1970. | 1979. | 1989. | 2002. | 2010. | 2014. |
| ----- | ----- | ----- | ----- | ----- | ----- | ----- | ----- |
| ---   | 1,347 | 1,976 | 2,239 | 2,473 | 2,275 | 2,258 | 2,117 |